# Eustacio de Antioquía
Eustacio o Eustaquio de Antioquía (en griego Εὐστάθιος, Eustathius) fue obispo de Antioquía pero nacido en Side, ciudad de la Panfilia. Según Nicetas Choniates, Eustacio era descendiente de una familia de Filipos en Macedonia. Fue obispo de Beroea de Siria y patriarca de Antioquía según el Concilio de Nicea I donde leyó el panegírico del emperador.
Enemigo de los arrianos, vio cómo los obispos seguidores de Arrio convocaron un sínodo en Antioquía en el que se presentaron graves cargos contra él hasta que el emperador le depuso de su cargo por adulterio y le envió al exilio en Tracia hacia el 329 o 330. Entre las acusaciones hubo varias de tipo sexual realizadas por una mujer que confesó su falsedad en el lecho de muerte. Se cree que Eustacio murió poco antes de esta confesión en el exilio, posiblemente antes del año 358 cuando Atanasio ya habla de él como si estuviera muerto.
Escribió diversas obras, entre ellas una contra Orígenes titulada Κατὰ Ὠριγένους διαγνωστικὸς εἰς τὸ τῆς ἐγγαστρομύθου θεώρημα. También escribió abundantes homilías, epístolas e interpretaciones de los salmos. Fue declarado santo y su festividad es el 16 de julio.
| Predecesor: Filogonio | Arzobispo de Antioquía 324 – 330 | Sucesor: Paulino I |